# العلاقات الصينية الغينية
العلاقات الصينية الغينية هي العلاقات الثنائية التي تجمع بين الصين وغينيا.

## مقارنة بين البلدين
هذه مقارنة عامة ومرجعية للدولتين:
| وجه المقارنة                                              | الصين                    | غينيا       |
| --------------------------------------------------------- | ------------------------ | ----------- |
| المساحة (كم2)                                             | 9.60 مليون               | 245.86 ألف  |
| عدد السكان (نسمة)                                         | 1.33 مليار               | 12.72 مليون |
| الكثافة السكانية (ن./كم²)                                 | 138.54                   | 51.74       |
| العاصمة                                                   | بكين                     | كوناكري     |
| اللغة الرسمية                                             | اللغة الصينية القياسية   | لغة فرنسية  |
| العملة                                                    | رنمينبي                  | فرنك غيني   |
| الناتج المحلي الإجمالي (بليون دولار)                      | 12.24 تريليون            | 10.50 مليار |
| الناتج المحلي الإجمالي (تعادل القوة الشرائية) بليون دولار | 19.82 تريليون            | 15.24 مليار |
| الناتج المحلي الإجمالي الاسمي للفرد دولار أمريكي          | 8.03 ألف                 | 531         |
| الناتج المحلي الإجمالي للفرد دولار أمريكي                 | 13.21 ألف                | 1.22 ألف    |
| مؤشر التنمية البشرية                                      | 0.728                    | 0.411       |
| رمز المكالمات الدولي                                      | +86                      | +224        |
| رمز الإنترنت                                              | .cn، .中国 ‏، .中國 ‏      | .gn         |
| المنطقة الزمنية                                           | توقيت الصين، ت ع م+08:00 | 00          |

## منظمات دولية مشتركة
يشترك البلدان في عضوية مجموعة من المنظمات الدولية، منها:
| علم المنظمة | اسم المنظمة                               | تاريخ انضمام الصين | تاريخ انضمام غينيا |
| ----------- | ----------------------------------------- | ------------------ | ------------------ |
|             | مؤسسة التنمية الدولية                     | 24 سبتمبر 1960     | 26 سبتمبر 1969     |
|             | يونسكو                                    | 4 نوفمبر 1946      | 2 فبراير 1960      |
|             | وكالة ضمان الاستثمار متعدد الأطراف        | 30 أبريل 1988      | 5 أكتوبر 1995      |
|             | الأمم المتحدة                             | 25 أكتوبر 1971     | 12 ديسمبر 1958     |
|             | الفريق المعني برصد الأرض                  | ?                  | ?                  |
|             | الاتحاد البريدي العالمي                   | ?                  | ?                  |
|             | البنك الدولي للإنشاء والتعمير             | 27 ديسمبر 1945     | 28 سبتمبر 1963     |
|             | منظمة حظر الأسلحة الكيميائية              | ?                  | ?                  |
|             | مؤسسة التمويل الدولية                     | 15 يناير 1969      | 22 أكتوبر 1982     |
|             | المركز الدولي لتسوية المنازعات الاستشارية | 6 فبراير 1993      | 4 ديسمبر 1968      |
|             | منظمة التجارة العالمية                    | 11 ديسمبر 2001     | 25 أكتوبر 1995     |
|             | منظمة الشرطة الجنائية الدولية             | ?                  | ?                  |
|             | البنك الإفريقي للتنمية                    | ?                  | ?                  |

## وصلات خارجية
- موقع وزارة الخارجية الصينية